# Anacroneuria tejon
Anacroneuria tejon är en bäcksländeart som beskrevs av Martha Lucia Baena och Bill P.Stark 1999. Anacroneuria tejon ingår i släktet Anacroneuria och familjen jättebäcksländor. Inga underarter finns listade i Catalogue of Life.